# Theta
Theta (thita, θῆτα, pisana Θθ lub ϴϑ) – ósma litera alfabetu greckiego oznaczająca spółgłoskę aspirowaną „t” (czyli „th”). W greckim systemie liczbowym oznacza liczbę 9.

## Użycie jako symbolu

### Θ
- W matematyce i fizyce stosowane czasami oznaczenie miary kąta płaskiego.
- W matematyce i informatyce Θ jest elementem „notacji dużego O”, która służy do opisywania asymptotycznego tempa wzrostu funkcji[1].

### θ
- W biologii molekularnej sposób replikacji kolistej cząsteczki DNA. W miejscu origin następuje rozplecenie podwójnej helisy i powstają dwie pary widełek replikacyjnych wędrujących w przeciwnych kierunkach. Około połowy procesu cząsteczka przybiera kształt θ (stąd nazwa).
- Theta – w brydżu, konwencja licytacyjna, część systemu Precision.
- Fale theta – rodzaj fal mózgowych
- θ – mezon

ϑ
- W fizyce stosowane czasami jako oznaczenie temperatury (gdy litera "T" jest już w użyciu).

## Użycie w alfabecie łacińskim
W zmodyfikowanym alfabecie łacińskim theta zaczęła się pojawiać w sugerowanym przez Jana Kochanowskiego zapisie, dla języka średniopolskiego do oznaczenia dźwięku dz od wieku XVI do XVIII. W języku średniopolskim zaczęły się także pojawiać litery θ ze znakami diakrytycznymi, takie jak akut i kropka, które wyglądały następująco θ´ θ˙, oznaczały dźwięk dź i dż, poniżej są wymienione ich fonetyczne części:
- θ´ – [dʑ]
- θ˙ – [ʤ]

Theta oznacza też w IPA spółgłoskę szczelinową międzyzębową bezdźwięczną [θ].

## Kodowanie
W Unicode litera jest zakodowana:
| Znak | Unicode | Kod HTML                           | Nazwa unikodowa            | Nazwa polska               |
| ---- | ------- | ---------------------------------- | -------------------------- | -------------------------- |
| Θ    | U+0398  | &Theta; lub &#x0398; lub &#920;    | GREEK CAPITAL LETTER THETA | wielka litera grecka theta |
| θ    | U+03B8  | &theta; lub &#x03B8; lub &#952;    | GREEK SMALL LETTER THETA   | mała litera grecka theta   |
| ϑ    | U+03D1  | &thetasym; lub &#x03D1; lub &#977; | GREEK THETA SYMBOL         | grecki znak theta ϑ        |

W LaTeX-u używa się znacznika:
| Znak                       | LaTeX     |
| -------------------------- | --------- |
| {\displaystyle \Theta }    | \Theta    |
| {\displaystyle \theta }    | \theta    |
| {\displaystyle \vartheta } | \vartheta |